# Taksony
Taksony (vyslovováno [takšoň], německy Taks) je velká obec v Maďarsku v župě Pest, spadající pod okres Szigetszentmiklós. Nachází se asi 5 km jihozápadně od Budapešti. V roce 2015 zde žilo 6 141 obyvatel. Dle údajů z roku 2011 tvoří 85 % obyvatelstva Maďaři, 22,9 % Němci, 0,6 % Rumuni, 0,6 % Romové a 0,2 % Chorvati.
Taksony leží u řeky Ráckevei-Duna, což je rameno Dunaje, tvořící ostrov Csepel. Sousedními městy jsou Dunaharaszti, Dunavarsány, Szigethalom a Szigetszentmiklós, sousedními obcemi Áporka, Bugyi, Délegyháza, Kiskunlacháza, Kunpeszér a Majosháza. Nachází se zde zoologická zahrada Pónifarm.